# 블루 (래퍼)
블루(BLOO, 본명: 김현웅, 1994년 10월 12일 ~ )는 대한민국의 미국 로스앤젤레스 출신 래퍼이다. 소속사는 언컷포인트 (uncut point)이다. 2020년 10월 19일,

## 음반 목록
- 2015년 싱글 《FRESH AS F》
- 2015년 싱글 《7 Gold Chains》
- 2016년 믹스 테이프 《Tony》
- 2017년 싱글 《Better》
- 2017년 싱글 《Hennessy》
- 2017년 EP 《Downtown Baby》
- 2018년 싱글 《Drink Slow Henny》
- 2018년 싱글 《싸가지 (So Rude)》
- 2018년 싱글 《데려가》
- 2018년 EP 《BLOO IN WONDERLAND》
- 2019년 싱글 《달의아이》
- 2019년 EP 《It's not Love I'm just Drunk》
- 2019년 싱글 《캔들 (Candle)》
- 2020년 싱글 《Hey, Go smile》
- 2020년 싱글 《내 탓》